# Lyoathelia
Lyoathelia is een monotypisch geslacht van schimmels behorend tot de familie Atheliaceae. Het bevat alleen  de soort Lyoathelia laxa.